# Recanati
Recanati település Olaszországban, Marche régióban, Macerata megyében. Lakosainak száma 20 679 fő (2023. január 1.). Recanati Loreto, Macerata, Montecassiano, Montefano, Osimo, Potenza Picena, Castelfidardo, Montelupone és Porto Recanati községekkel határos.

## Népesség
A település lakossága az elmúlt években az alábbi módon változott:
| Lakosok száma | 21 241 | 21 186 | 20 679 |
|               | 2017   | 2018   | 2023   |